# Troels Lund (maler)
 Der er flere personer med dette navn, se Troels Lund.
Troels Lund (5. april 1802 i København – 5. maj 1867 sammesteds) var en dansk teatermaler.

## Uddannelse og rejser
Troels Lund var søn af grosserer, direktør ved Fattigvæsenet Ole Troelsen Lund (1767 eller 1768-1843) og Karen født Monberg (1774-1815). Han gik Akademiet igennem, vandt dets sølvmedaljer (1821) og konkurrerede flere gange forgæves til guldmedaljen for at blive historiemaler; men disse mislykkede forsøg trykkede hans sind. Heldigvis havde faren råd til at lade ham rejse udenlands, og over Berlin og Dresden kom han til München 1826-29; over Wien, Milano og Genova til Rom; besøgte Napoli og Sicilien 1829-32, kom gennem Schweiz til Paris 1832 og var i Christiania 1836 og 1837.
I München lagde han, som det synes efter opmuntring af G.F. Hetsch, sig efter teatermaleri hos Domenico Quaglio, navnlig arkitekturfaget. heri havde han mere held med sig, akademiet så hans hjemsendte prøver "med særdeles fornøjelse", i München udførte han dekorationer til et mindre teater, og 1829 fik han kongelig understøttelse for to år til en rejse til Italien, hvilken fornyedes for andre to år, så at han først kom hjem 1833. I Paris arbejdede han for Pierre-Luc-Charles Ciceri.

## Karriere
En dekoration til Tryllefløjten havde han sendt hjem, og efter nu at være blevet agreeret blev han i 1835 medlem af Akademiet på en dekoration til balletten Valdemar, der blev forevist Akademiet i det oplyste teater. Blandt hans øvrige arbejder fremhæves Viborg Domkirke til balletten Erik Menved. Lund fik 1842 sammen med C.F. Christensen fast ansættelse ved Det Kongelige Teater som arkitekturmaler og virkede i dette fag til sin død. Han havde ikke den begavelse for sit fag som Christensen i landskabsfaget og høstede sjældent det uvilkårlige bifald fra publikum, som Christensen opnåede; dog bare hans kompositioner altid præg af rigtig forståelse og kendskab til teatralsk virkning. Han har desuden malet nogle portrætter og et historisk maleri, Hero ventende Leander (1826), der tilhører Statens Museum for Kunst.

## Tillidshverv
Han var tillige en virksom mand i andre retninger, således for udviklingen af den tekniske undervisning og, som medlem (fra 1849) af borgerrepræsentationen, for kommunens anliggender. Han var medlem af bestyrelsen for Det tekniske Institut og forestod ophængningen af malerisamlingen i det nybyggede Thorvaldsens Museum 1848, efter at N.L. Høyen havde trukket sig fra hvervet på grund af kritik. 1847 blev Lund Ridder af Dannebrog og 1863 titulær professor.
Lund blev gift 23. juli 1842 i Helligåndskirken med Sophie Petrine Andersen (13. februar 1817 i København - 23. oktober 1897 på Frederiksberg), datter af kancellist, senere ekspeditionssekretær i Generalstabens bureau, justitsråd Andreas Christian Andersen (1787-1841) og Christiane Frederikke født Saxtorph (1793-1848).
Han er begravet på Assistens Kirkegård.

## Gengivelser
- Portrætmaleri af Ditlev Blunck 1832
- Portrætmaleri af Jørgen Roed 1832
- Akvarel af Jørgen Roed 1833
- Portrætmaleri af C.A. Jensen 1836 (Statens Museum for Kunst)
- Tegning af Constantin Hansen (Det Kongelige Bibliotek)
- Malet selvportræt
- Litografi 1868 af I.W. Tegner & Kittendorff efter fotografi (Det Kongelige Bibliotek)

## Ekstern henvisning
- Troels Lund på Kunstindeks Danmark/Weilbachs Kunstnerleksikon